# Sigmasoma chakratongi
Sigmasoma chakratongi är en insektsart som beskrevs av Maa 1963. Sigmasoma chakratongi ingår i släktet Sigmasoma och familjen Machaerotidae.
Artens utbredningsområde är Thailand. Inga underarter finns listade i Catalogue of Life.